# Спілка національних сил (Латвія)
Спілка національніх сил (латис. Nacionālā Spēka Savienība, NSS) інша назва Союз національних сил — політична партія Латвії.

## Історія
Була заснована в 2003 Айгарсом Прусісом і Вікторсом Бірзе на базі правозахисної групи Гельсінкі-86.
У 2005 на муніципальних виборах до міської ради Лієпаї, NSS отримала 400 голосів, або 1,86 % від загального числа, і жодного місця. На парламентських виборах 2006 — 1172 голоси, або 0,13 % від загального числа, і жодного місця.
NNS брала участь в акціях протесту проти гей-параду в Ризі 22 липня 2006. До початку параду, голова спілки, Вікторс Бірзе пригрозив, що без насильницьких методів не обійдеться. З травня 2007, Бірзе та ще один член NSS знаходяться під слідством, внаслідок нападів на учасників параду та співробітників поліції..
NSS не подала заявку на перереєстрацію і була розформована в 2008, її члени вступили до радикальної національної партії «Tēvzemes savienība» і, як наслідок, сформували нову спілку «Tēvzemes nacionālo spēku savienība».